# Campionati del mondo di atletica leggera 1995 - Marcia 50 km
La gara di Marcia 50 km si è svolta il 10 agosto 1995 sulle strade di Goteborg, Svezia. Alla gara hanno partecipato 41 atleti.

## Finale
| Pos | Classifica Finale            | Tempo   |
| --- | ---------------------------- | ------- |
| 1   | Valentin Kononen (FIN)       | 3:43.42 |
| 2   | Giovanni Perricelli (ITA)    | 3:45.11 |
| 3   | Robert Korzeniowski (POL)    | 3:45.57 |
| 4.  | Miguel Angel Rodríguez (MEX) | 3:46.34 |
| 5.  | Jesús Ángel García (ESP)     | 3:48.05 |
| 6.  | Aleksandar Raković (YUG)     | 3:49.35 |
| 7.  | Arturo Di Mezza (ITA)        | 3:49.46 |
| 8.  | René Piller (FRA)            | 3:49.47 |
| 9.  | Sergey Korepanov (KAZ)       | 3:51.55 |
| 10. | Nikolay Matyukhin (RUS)      | 3:53.25 |
| 11. | Štefan Malík (SVK)           | 3:54.23 |
| 12. | Carlos Mercenario (MEX)      | 3:55.24 |
| 13. | Axel Noack (GER)             | 3:55.51 |
| 14. | Tim Berrett (CAN)            | 3:57.13 |
| 15. | Aleksey Voyevodin (RUS)      | 3:59.23 |
| 16. | Jaime Barroso (ESP)          | 4:01.23 |
| 17. | Pavol Blažek (SVK)           | 4:03.45 |
| 18. | Henrik Kjellgren (SWE)       | 4:04.38 |
| 19. | Miloš Holuša (CZE)           | 4:04.59 |
| 20. | Fumio Imamura (JPN)          | 4:06.08 |
| 21. | José Magalhaes (POR)         | 4:09.38 |
| 22. | Craig Barrett (NZL)          | 4:10.26 |
| 23. | Andres Marín (ESP)           | 4:12.01 |
| 24. | Jean-Claude Corre (FRA)      | 4:12.38 |
| 25. | Eloy Quispe (BOL)            | 4:16.21 |
| 26. | Michael Harvey (AUS)         | 4:16.41 |
| —   | Sándor Urbanik (HUN)         | DNF     |
| —   | Allen James (USA)            | DNF     |
| —   | Germán Sánchez (MEX)         | DNF     |
| —   | Valeriy Spitsyn (RUS)        | DNF     |
| —   | Thierry Toutain (FRA)        | DNF     |
| —   | Costică Bălan (ROM)          | DNF     |
| —   | Hubert Sonnek (CZE)          | DNF     |
| —   | Zhao Yongsheng (CHN)         | DNF     |
| —   | Giovanni De Benedictis (ITA) | DSQ     |
| —   | Ronald Weigel (GER)          | DSQ     |
| —   | Peter Malik (SVK)            | DSQ     |
| —   | Viktor Ginko (BLR)           | DSQ     |
| —   | Vitaliy Popovich (UKR)       | DSQ     |
| —   | Les Morton (GBR)             | DSQ     |
| —   | Zoltán Czukor (HUN)          | DSQ     |